# أليكس كورد
أليكس كورد (بالإنجليزية: Alex Cord)‏ هو كاتب وممثل أمريكي، ولد في 3 مايو 1933 في الولايات المتحدة.

## أعمال

### أفلام
- (1962) تقرير تشابمان

## وصلات خارجية
- أليكس كورد على موقع IMDb (الإنجليزية)
- أليكس كورد على موقع ألو سيني (الفرنسية)
- أليكس كورد على موقع أول موفي (الإنجليزية)
- أليكس كورد على موقع قاعدة بيانات الأفلام السويدية (السويدية)
- أليكس كورد على موقع إن إن دي بي (الإنجليزية)
- أليكس كورد على موقع قاعدة بيانات الفيلم (الإنجليزية)
- أليكس كورد على موقع كينوبويسك (الروسية)